# 9951 Tyrannosaurus

9951 Tyrannosaurus

9951 Tyrannosaurus eller 1990 VK5 är en asteroid i huvudbältet som upptäcktes den 15 november 1990 av den belgiske astronomen Eric W. Elst vid La Silla-observatoriet. Den är uppkallad efter dinosaurien Tyrannosaurus.